# Palazzo Orsini di Gravina

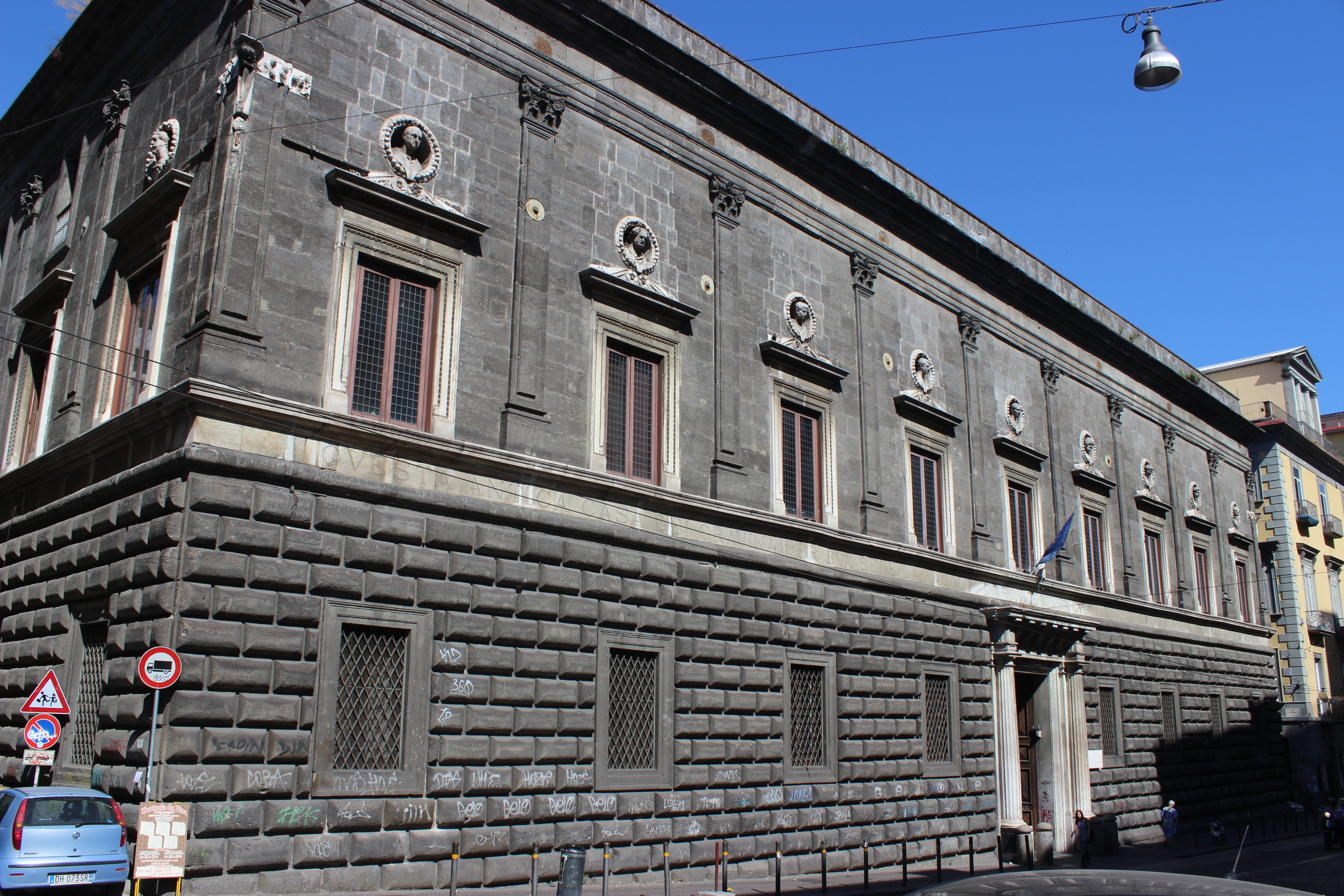
Palazzo Gravina in Napels

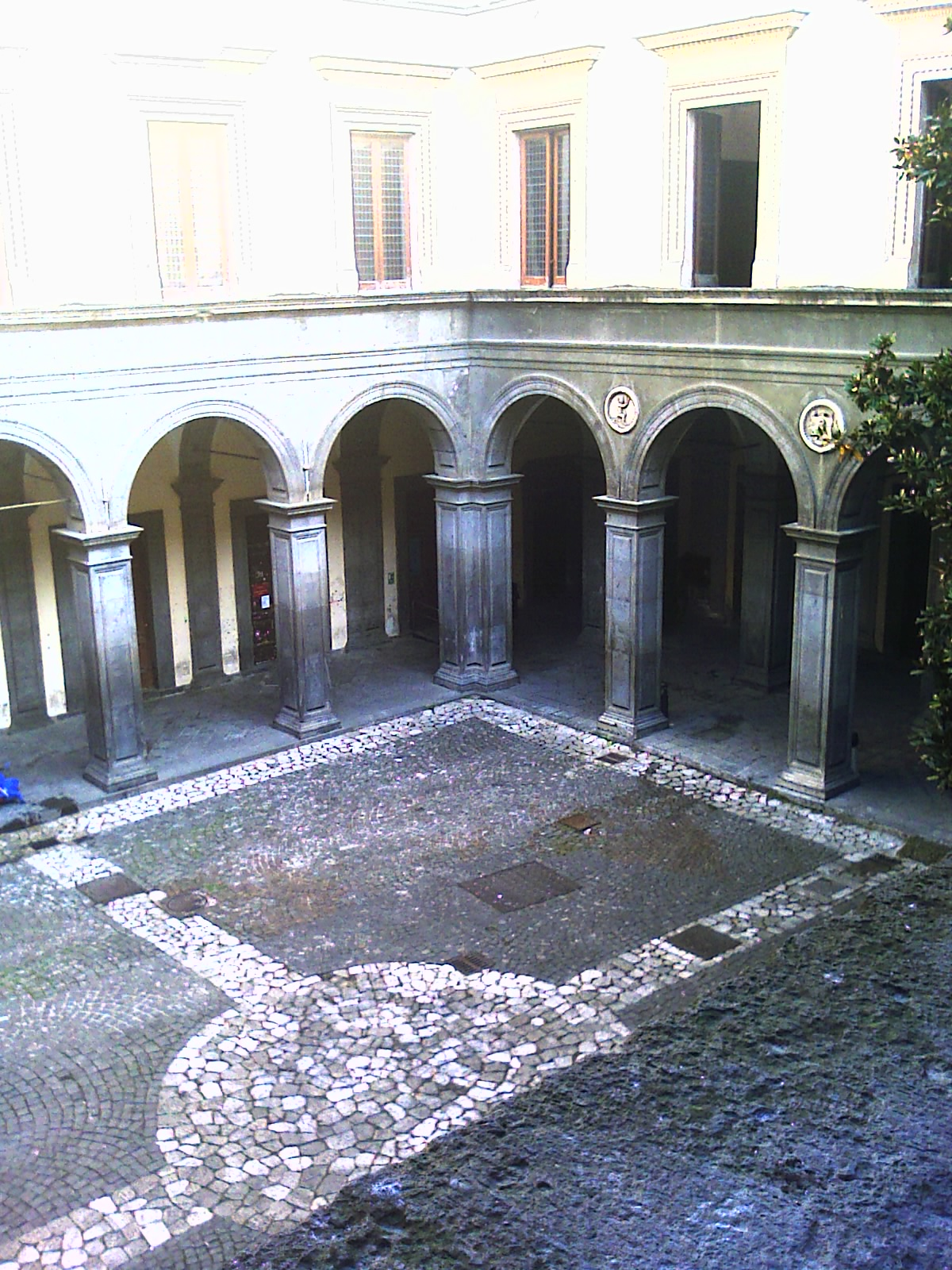
Binnenplaats

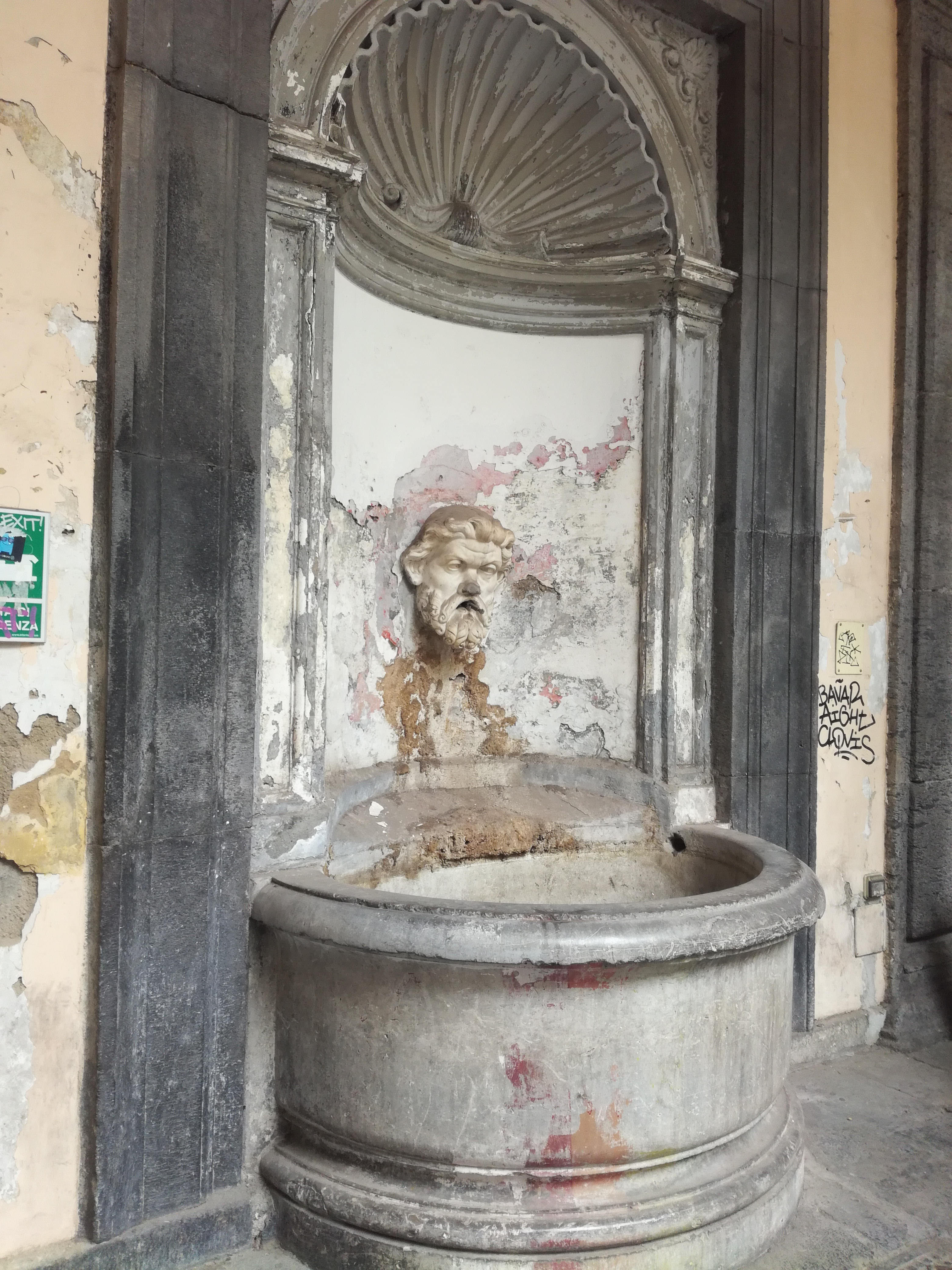
Fontein op de binnenplaats

Het Palazzo Orsini di Gravina of Palazzo Gravina (1e versie 15e eeuw; laatste versie 20e eeuw) was een stadspaleis in het centrum van Napels, hoofdstad van de Italiaanse regio Campanië. Het Palazzo staat aan de Via Monteoliveto, nabij het Santa Chiara-klooster, in de wijk San Ferdinando.
Sinds 1936 is het een gebouw van de Federico II Universiteit.

## Historiek

### Huis Orsini
In 1513 kocht Ferrante Orsini een terrein van de kloosterzusters van Santa Chiara. Hij was een edelman uit het Huis Orsini en hertog van Gravina. In 1547 kocht hij van de zusters een tweede terrein. Zodoende had hij voldoende plaats om zijn plan te realiseren: de bouw van een renaissancepaleis (1548). De bouw werd nooit afgewerkt. Het paleis had slechts drie vleugels, waar er vier voorzien waren. De drie vleugels keken uit in de tuin van de kloosterzusters. Verschillende generaties van de familie Orsini woonden er. Van de tweede helft van de 16e eeuw tot de eerste helft van de 18e eeuw lieten de opeenvolgende eigenaars van het Huis Orsini het paleis herbouwen en verfraaien. Antonio Orsini liet het dak heraanleggen en de gevel versieren (einde jaren 1500). Domenico Orsini voerde zijn plan uit om fresco’s aan te brengen in de salons (jaren 1600). Benedetto Orsini bouwde een poortgebouw (jaren 1700). Deze laatste Orsini zat diep in de schulden zodat het Palazzo Orsini di Gravina verwaarloosd werd.
In 1799 gebruikte generaal Paul Thiébault het gebouw als hoofdkwartier van de Franse troepen in Napels en als zijn persoonlijke residentie. Dit gebeurde naar aanleiding van de opstand van Napolitanen. 
Het duurde nog tot 1837 tot een vergelijk werd gevonden tussen de familie Orsini en de schuldeisers. Het paleis werd verkocht en de graaf van Camaldoli kocht het paleis voor 38.000 dukaten.

### Graaf van Camaldoli
Giolio Cesare Ricciardi, graaf van Camaldoli, had commerciële plannen met het gebouw. Architect Nicola d’Apuzzo kreeg de opdracht het gelijkvloers om te vormen tot handelspanden. Hiertoe moesten de renaissancegevels op meerdere plaatsen ingeslagen worden om deuren te maken voor de winkelruimtes. De rest van het paleis werd omgevormd tot huurpanden. Deze bouwplannen kregen kritiek omdat de Napolitanen vonden dat dit een beschadiging betekende van het Orsini-paleis.
Het handelspand van de graaf was klaar in 1848, maar viel ten prooi aan brand ten gevolge van de opstand van 1848. Het gevolg was dat de regering der Beide Siciliën het pand confisqueerde.

### Bourbon-ministerie
In opdracht van het Bourbon-regime financierde de regering der Beide Siciliën de restauratie. Het paleis werd omgevormd tot een kantorencomplex. Er werd een vierde zijde aan het paleis gebouwd, zodat de binnenplaats werd afgesloten. De trappen werden hersteld en nieuwe decoraties aangebracht, en dit ten koste van de laatste renaissance-elementen die er nog waren. Er verrees een derde verdieping. Een fontein in de binnenplaats werd bewaard. Eenmaal gerestaureerd diende het paleis als ministerie en postgebouw.

### Eengemaakt Italië
Onder Italiaans bestuur vanuit Rome kreeg het Palazzo Orsini di Gravina een dubbele functie: ministerie en woningencomplex. De bewoners woonden in de voormalige ministeriekantoren.
In 1936 werd het eigendom van de universiteit van Napels. Deze voerde een grondige restauratie uit, waarbij de derde verdieping verdween. De beslissing werd genomen om opnieuw bustes in de gevel te plaatsen, zoals Ferrante Orsini aanvankelijk uitgetekend had in zijn bouwplannen. Het gebouw huisvest de Faculteit Architectuur van de universiteit.
- Gemeinsame Normdatei: 4785935-0
- Virtual International Authority File: 248299709
- WorldCat: E39PBJtmyJXKKCmYh8vbGvQQbd